# Tafel der Besten
Tafel der Besten (russisch Доска почёта) wurde in der Sowjetunion eine Art Wandzeitung mit den Namen und Fotografien von Aktivisten der Produktion genannt.
Meist war die Tafel der Besten eine breite Holztafel, die mit rotem Stoff bespannt war und sich am Fabrikeingang oder der Empfangshalle einer Organisation befand. In den ersten Jahren der Sowjetmacht hieß sie "Rote Tafel" im Gegensatz zur "Schwarzen Tafel" (oder "Tafel der Schande"), auf der Trunkenbolde, Bummler und Arbeiter, die die Norm nicht erfüllten, aufgeführt waren. Außer den Tafeln in den Produktionsstätten gab es noch städtische, Rayon-, Oblast- und Republiktafeln der Besten. 
Eine der Städte, in denen auch noch 2007 Tafeln der Besten geführt werden, ist Sewastopol. Auf dem Nachimow-Platz befindet sich die städtische Tafel der Besten, jeder Stadtteil hat seine eigene Bestentafel. 

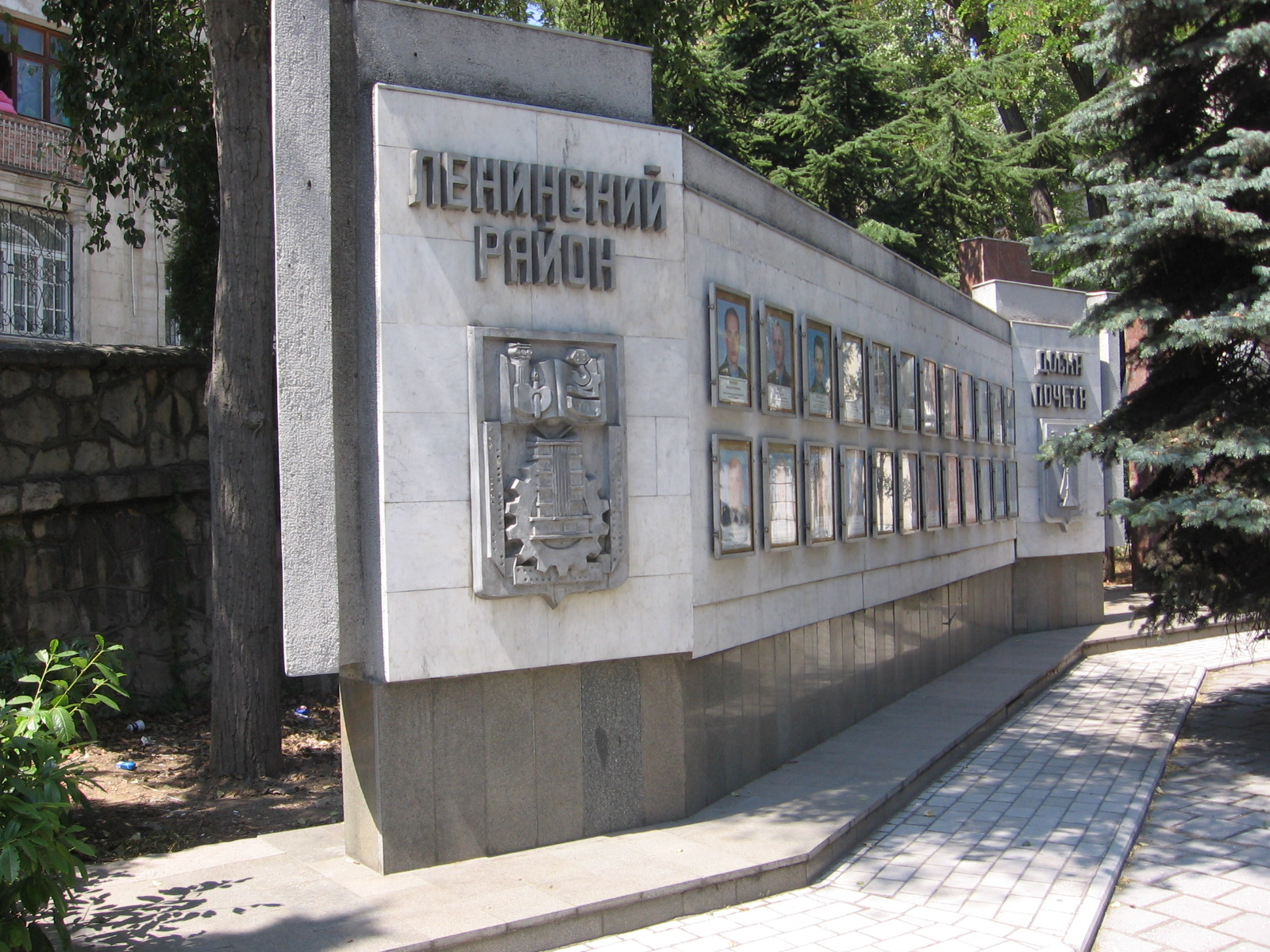
Tafel der Besten im Lenin-Stadtbezirk von Sewastopol
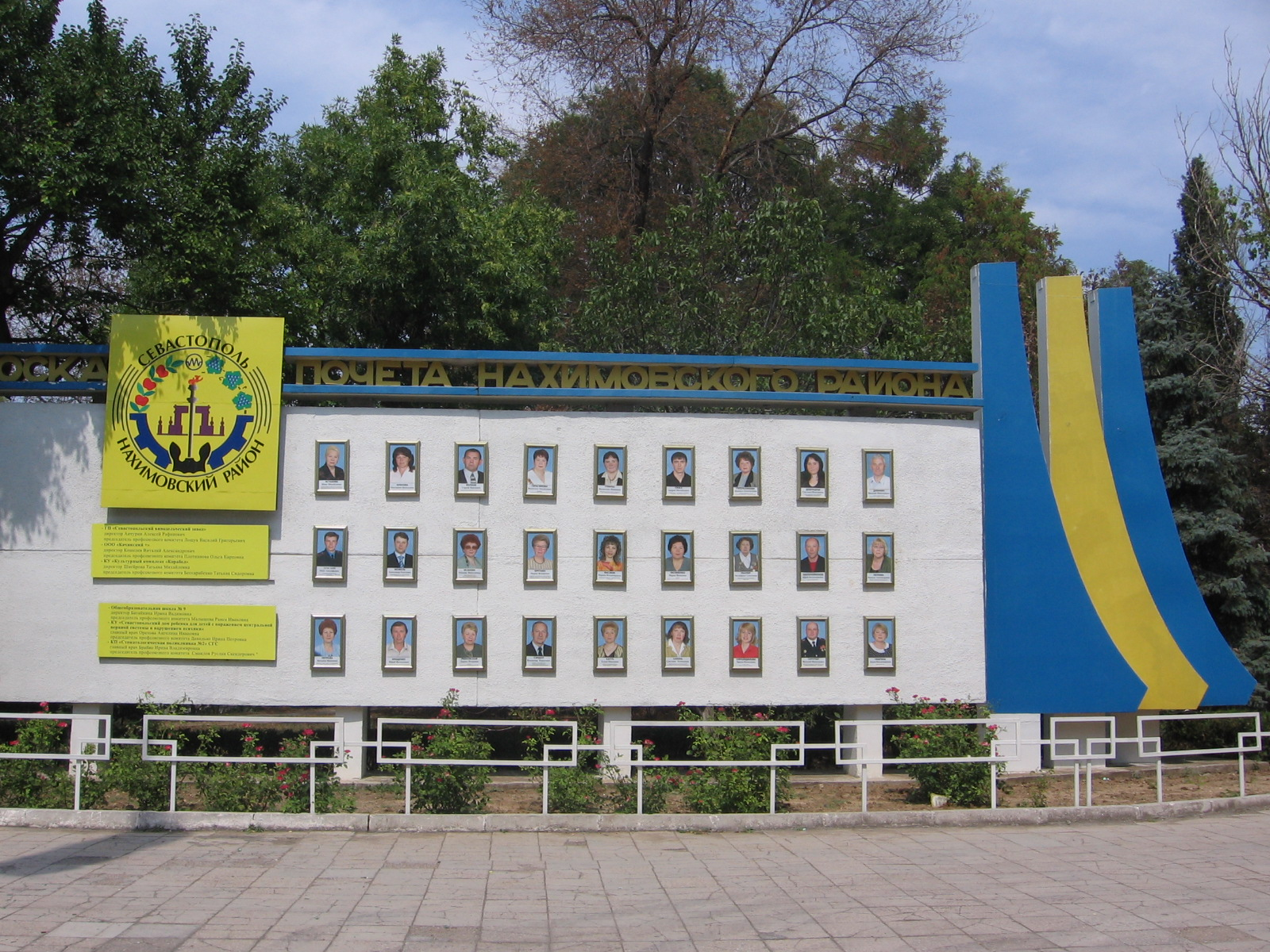
Tafel der Besten im Nachimow-Stadtbezirk von Sewastopol